# Chafik Boukadida
Chafik Boukadida, né le 25 janvier 1989, est un handballeur tunisien jouant au poste de demi-centre. Il mesure 1,89 m et pèse 87 kilos.

## Palmarès
- Vainqueur du championnat de Tunisie : 2022